# Piotrówka (województwo opolskie)
Piotrówka (dodatkowa nazwa w j. niem. Petersgrätz) – wieś w Polsce, położona w województwie opolskim, w powiecie strzeleckim, w gminie Jemielnica przy drodze wojewódzkiej nr 426. Mieści się w zachodniej części Wyżyny Śląskiej. Od stolicy powiatu, Strzelec Opolskich, dzieli ją ok. 10 km, a od stolicy województwa, Opola, ok. 30 km.
Wieś została założona w 1832. Ze względu na układ przestrzenny zabudowy zalicza się ją do ulicówek – główna ulica ma długość ponad 3 km. Mniejsze, boczne ulice powstały po 1945.

## Nazwa

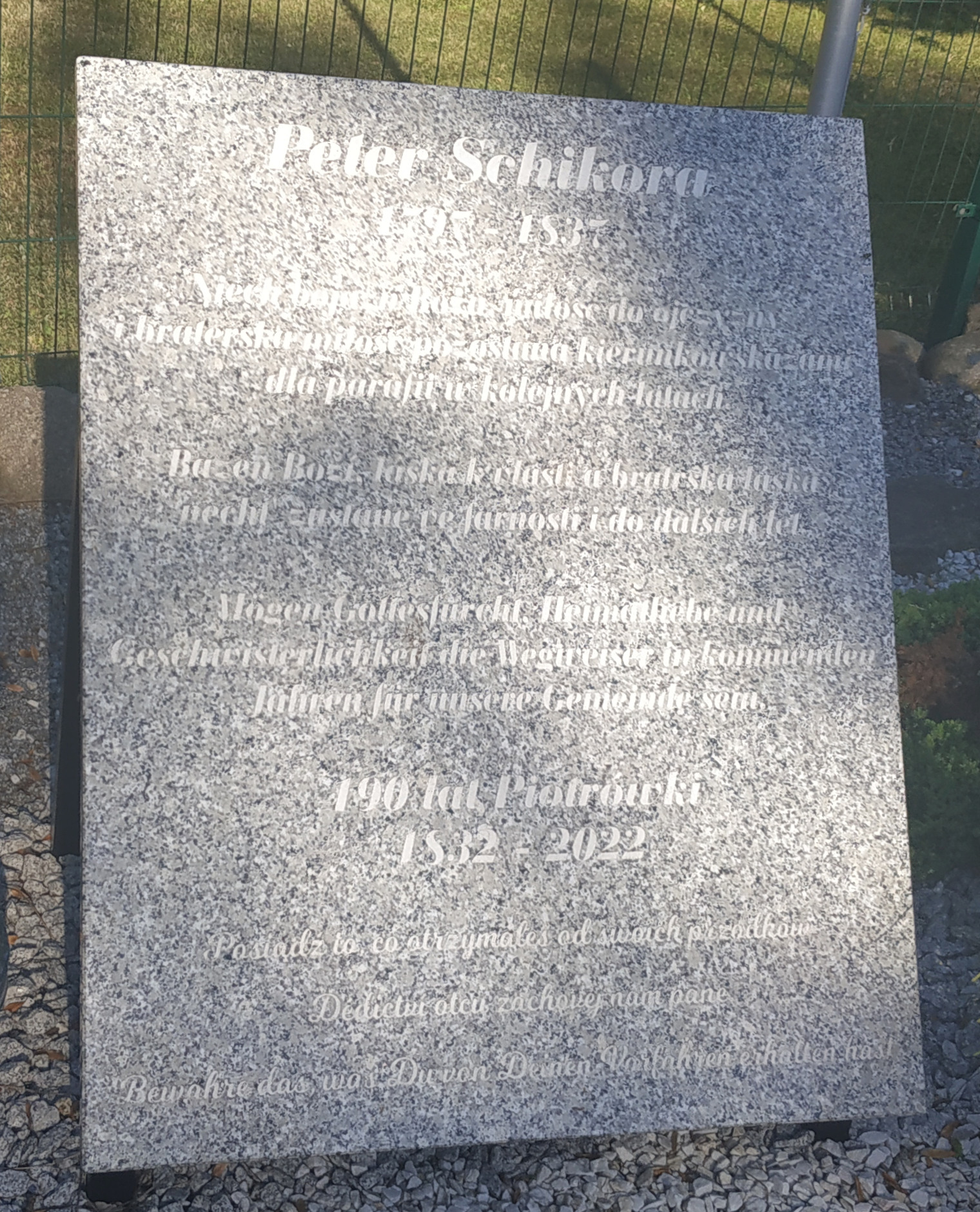
Tablica pamiątkowa poświęcona Piotrowi Sikorze, założycielowi wsi

Nazwa wioski nawiązuje do imienia czeskiego pastora Piotra Sikory (czes. Petr Šikora, niem. Peter Schikora), który, mimo braku przychylności urzędów, doprowadził do założenia wsi. Wdzięczni koloniści nazwali ją na jego cześć Petrův Hradec (Gród Piotra). Czasem stosowali również uproszczoną nazwę Petrovice. Oficjalną nazwą była jednak ta w wersji niemieckiej – Petersgrätz. Polska administracja stosowała początkowo nazwę Piotrogród. Na podstawie Rozporządzenia Ministrów: Administracji Publicznej i Ziem Odzyskanych z dnia 12 listopada 1946 r. nadano wsi nazwę Piotrówka.

## Historia

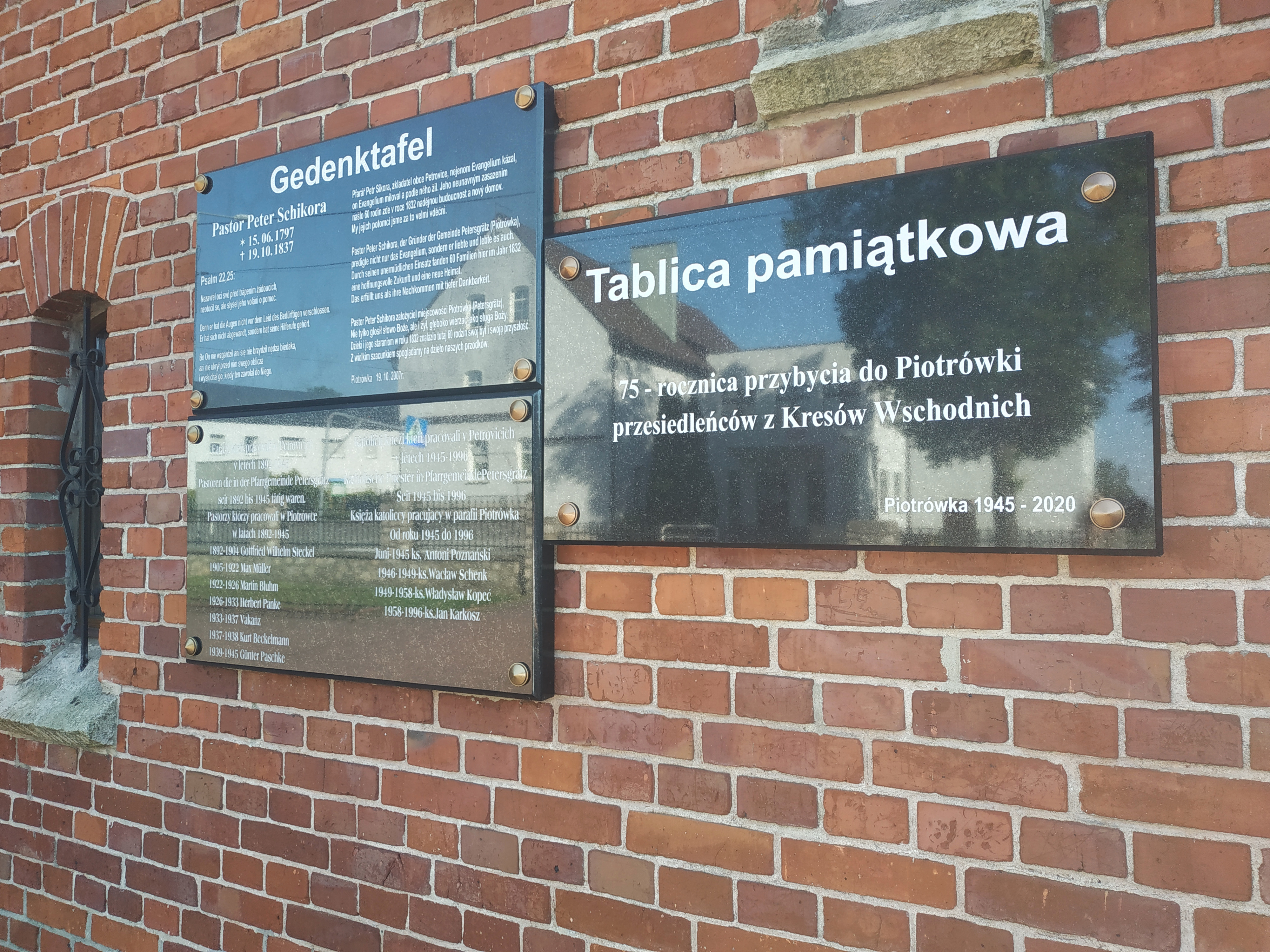
Tablice pamiątkowe na kościele

Istnieje niewiele śladów dawnego osadnictwa ludzi na terenie Piotrówki. Neolityczne zabytki krzemienne z okolic zostały w 1929 umieszczone w Muzeum Regionalnym w Strzelcach Wielkich (Opolskich), a następnie zagubione w wyniku zniszczenia i spalenia muzeum przez wojska radzieckie w 1945. Wieś Piotrówka została założona dopiero w 1832 w miejscu lasu i od tego czasu trwa tu stałe osadnictwo.

### Tło historyczne założenia wsi

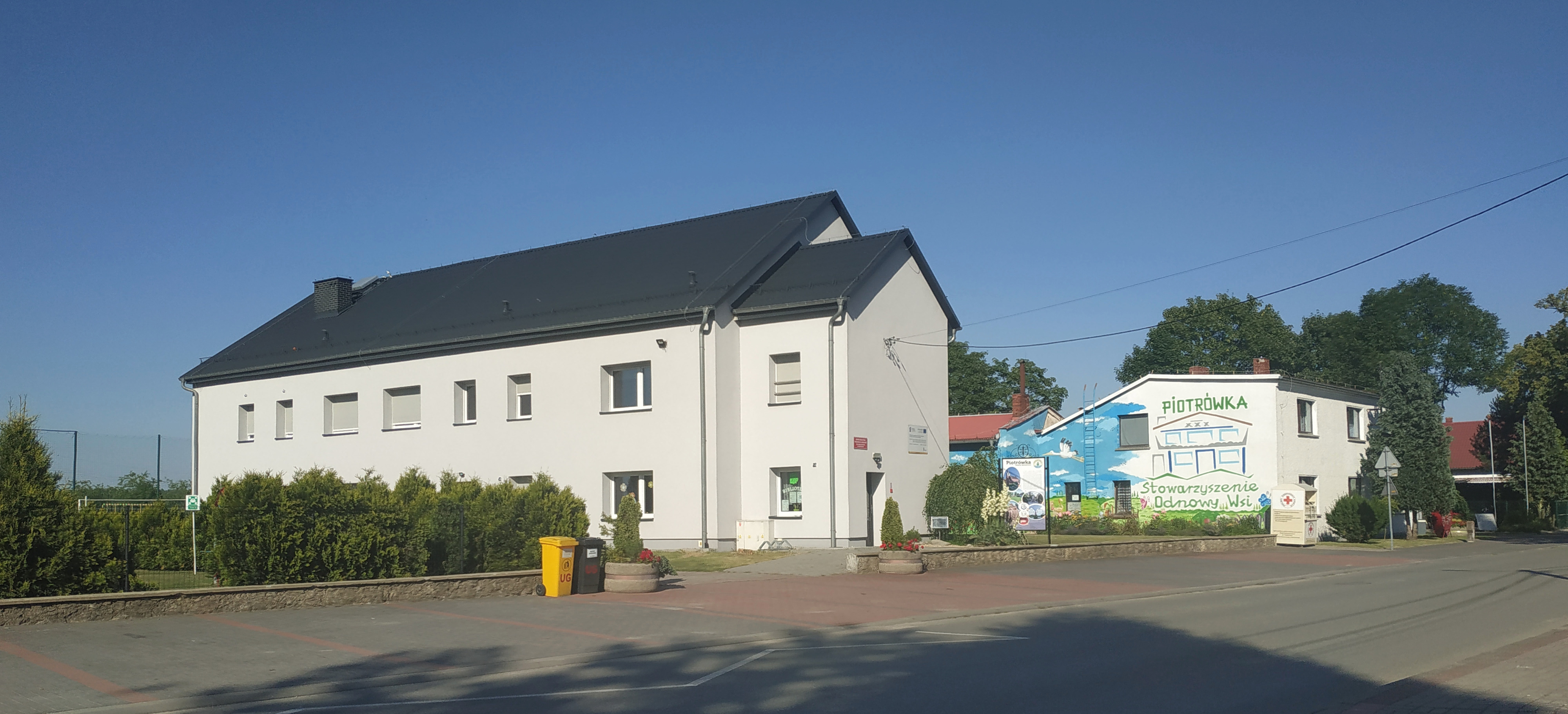
Budynek biblioteki i budynek Stowarzyszenia Odnowy Wsi Piotrówka

W 1428 rozpoczęły się najazdy husytów na Śląsk. Ich dobrze zorganizowane wojska plądrowały i podpalały wioski, profanowały kościoły, mordowały mieszkańców. W 1434 miała miejsce bitwa pod Lipanami – połączone siły katolików i ultrakwistów (tj. umiarkowanego odłamu husytów) zadały klęskę radykalnemu odłamowi husytów – taborytom. Doprowadziło to do schyłku okresu wojen husyckich. Wówczas taboryci zeszli do podziemia, założyli niezależną wspólnotę religijną – Jednotę Bracką. Jej członkowie byli nazywani „braćmi czeskimi” i nie używali już w stosunku do siebie określenia „husyci” (choć tak bywali określani). Pod wpływem swojego głównego myśliciela, Piotra Chelczyckiego, bracia czescy odrzucili stosowanie przemocy, odmawiali służby wojskowej i zadeklarowali utrzymywanie się jedynie z pracy własnych rąk.
W 1547 w Czechach za cesarza Ferdynanda I Habsburga zaczęły się prześladowania braci czeskich. Wielu z nich decydowało się na emigrację do Prus Książęcych i do Wielkopolski.
Po przejęciu Śląska przez Prusy po I wojnie śląskiej król pruski Fryderyk II Hohenzollern zapraszał do osiedlania się w tym regionie emigrantów z innych krajów, także uchodźców religijnych. Ten proces osiedlania się, powstawania wielu wsi i osad nazywany jest kolonizacją fryderycjańską. Śląsk był wówczas wyludniony i wyniszczony wojnami, a nowa siła robocza miała doprowadzić do ożywienia gospodarczego. Emigrujący bracia czescy, prześladowani przez katolicką Monarchię Habsburgów, założyli m.in. Grodziec (obecnie powiat opolski, gmina Ozimek). Kolonię tę, powstałą w 1752, nazywano początkowo Bedřichův Hradec lub Friedrichův Hradec (na cześć króla Prus), po niemiecku Friedrichsgrätz.  

### Powstanie Piotrówki

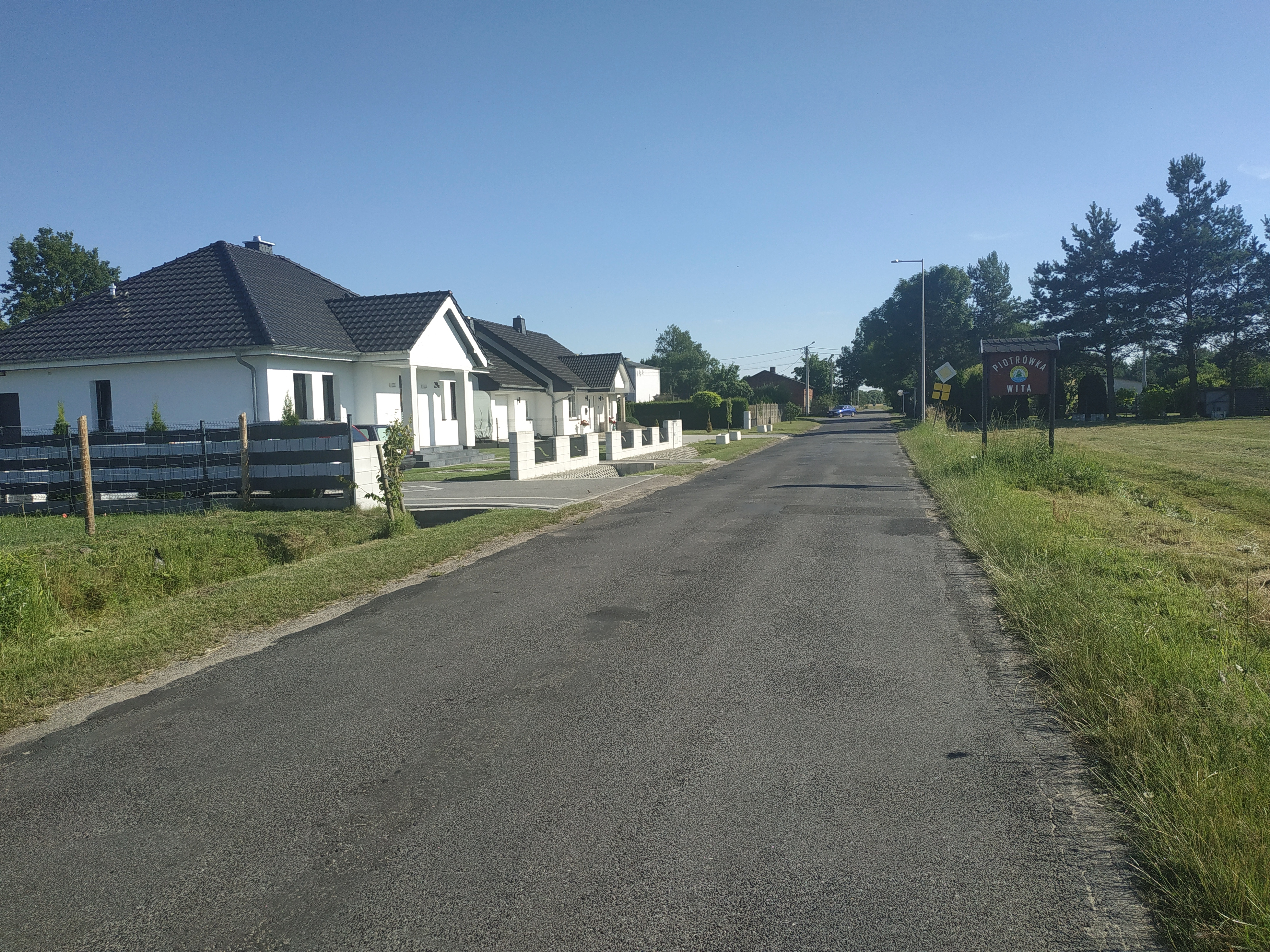
Wjazd do wsi Piotrówka, ul. Strzelecka

Z czasem założone osady stawały się przeludnione, brakowało jedzenia i pracy. Mieszkańcy Grodźca zajmowali się głównie drobnym rzemiosłem i w biednej, słabo zaludnionej okolicy nie było zapotrzebowania na ich pracę. Ponadto ziemia w pobliżu była nieurodzajna. Pastor w Grodźcu, Piotr Sikora, szukał rozwiązania tego problemu dla swoich współmieszkańców. Dowiedział się, że na terenie leśnym w pobliżu Jemielnicy (w przeszłości należącym do zlikwidowanego klasztoru) zostają wyznaczane grunty pod nowe kolonie. W 1829 Sikora podpisał wniosek o utworzenie tam nowej osady. Urząd rejencji w Opolu wstępnie się na nią zgodził, ale postawił warunek, by każdy mieszkaniec dysponował co najmniej 100 talarami pruskimi. W 1831 przyszli osadnicy wnioskowali o zmianę tego warunku, ponieważ, jak twierdzili, dysponując takimi funduszami łatwiej było kupić gotową parcelę z zabudowaniami, niż karczować las, użyźniać grunty i budować od podstaw.
Rejencja nie chciała się też zgodzić na 6-letnie zwolnienie od opłat za użytkowanie gruntów, odmówiła przekazania drewna na budowę (a to z jemielnickiego lasu zostało już wcześniej sprzedane), a do tego odradzała zakładanie tam nowej osady ze względu na złą jakość gruntów rolnych. Wówczas Piotr Sikora poprosił o wsparcie opolskiego landrata Augusta Marschalla von Bieberstein, który to po szczegółowym zreferowaniu urzędnikom rejencji sytuacji panującej w Grodźcu, zdołał zmienić nastawienie urzędu. Teren został urzędowo przekazany kolonistom 1 czerwca 1832. Przybyło tam w sumie 258 dorosłych i 58 dzieci.

### Wieś do I wojny światowej

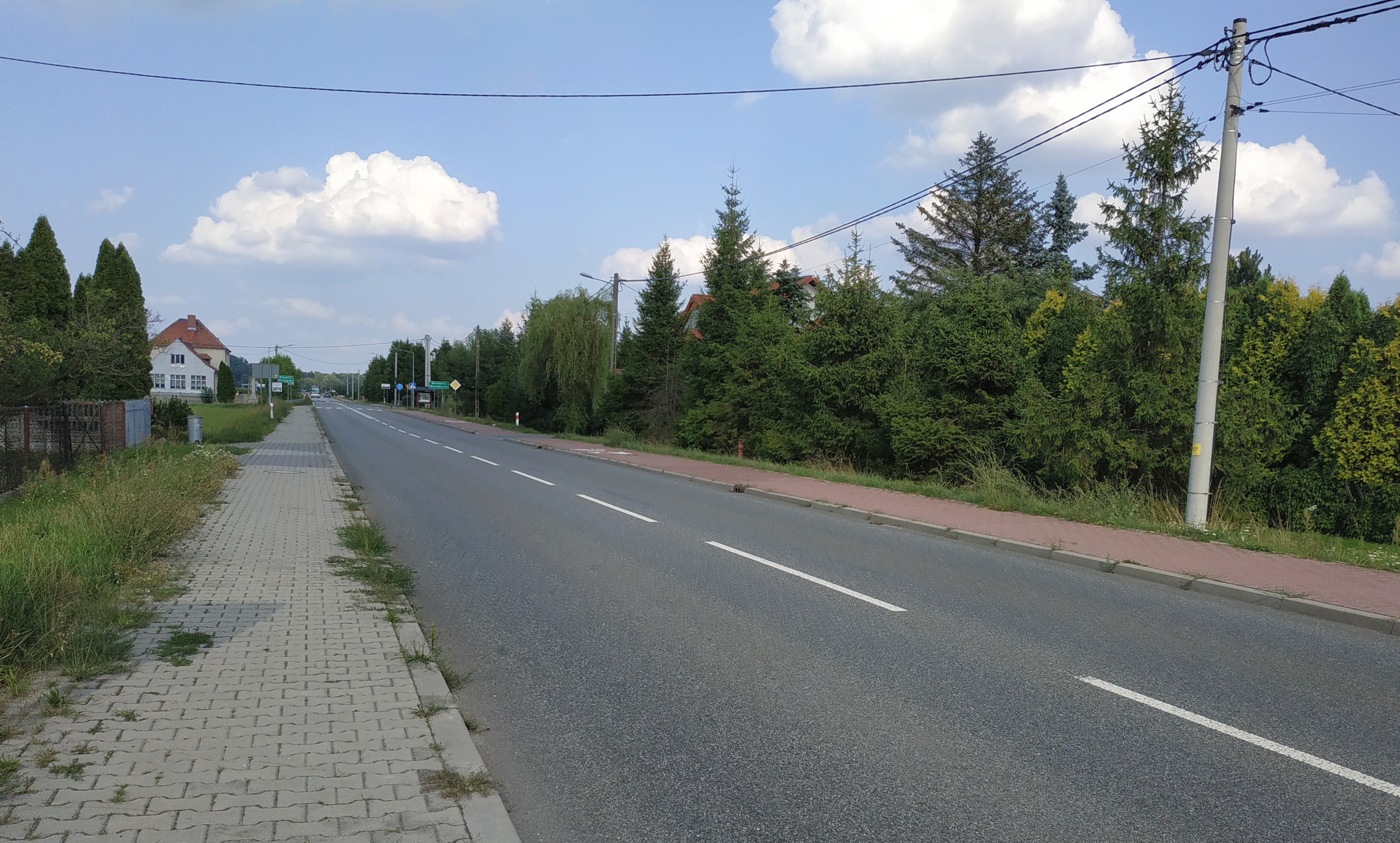
Droga wojewódzka nr 426 przecinająca Piotrówkę

W pierwszych latach sytuacja mieszkańców była bardzo trudna – ludzie byli zmęczeni karczowaniem lasu, przygotowywaniem pól pod uprawy, budowaniem domów, a mijał właśnie okres 6 lat, po których, zgodnie z umową, musieli opłacić podatki i dzierżawę. Z powodu problemów finansowych 9 rodzin musiało odsprzedać swoją posiadłość. Kupili je katoliccy Ślązacy o orientacji niemieckiej i polskiej, głównie z pobliskich Gąsiorowic i Jemielnicy. Tym samym wspólnota przestała być homogeniczna. W latach 40. XIX w. niektóre dzieci pierwszych kolonizatorów zaczęły wyjeżdżać w poszukiwaniu nowych miejsc do osiedlenia.
Według stanu na 1845 w wiosce było 70 domów z 483 mieszkańcami. Ewangelików było 402 i należeli oni do parafii w Grodźcu, natomiast liczba katolików wynosiła 81 i obejmowała ich parafia jemielnicka.
W 1893 nadano Piotrówce status samodzielnej gminy wiejskiej, ale już w 1894 wieś zrzekła się swych praw. Od 1901 podlegała pod administrację w Wierchlesiu. W 1910 w Piotrówce mieszkało 1291 osób, 316 z nich w spisie powszechnym zadeklarowało język polski jako ojczysty, 124 podało język niemiecki, a reszta (851) uznawała za swój ojczysty język czeski i morawski.

### Po I wojnie światowej

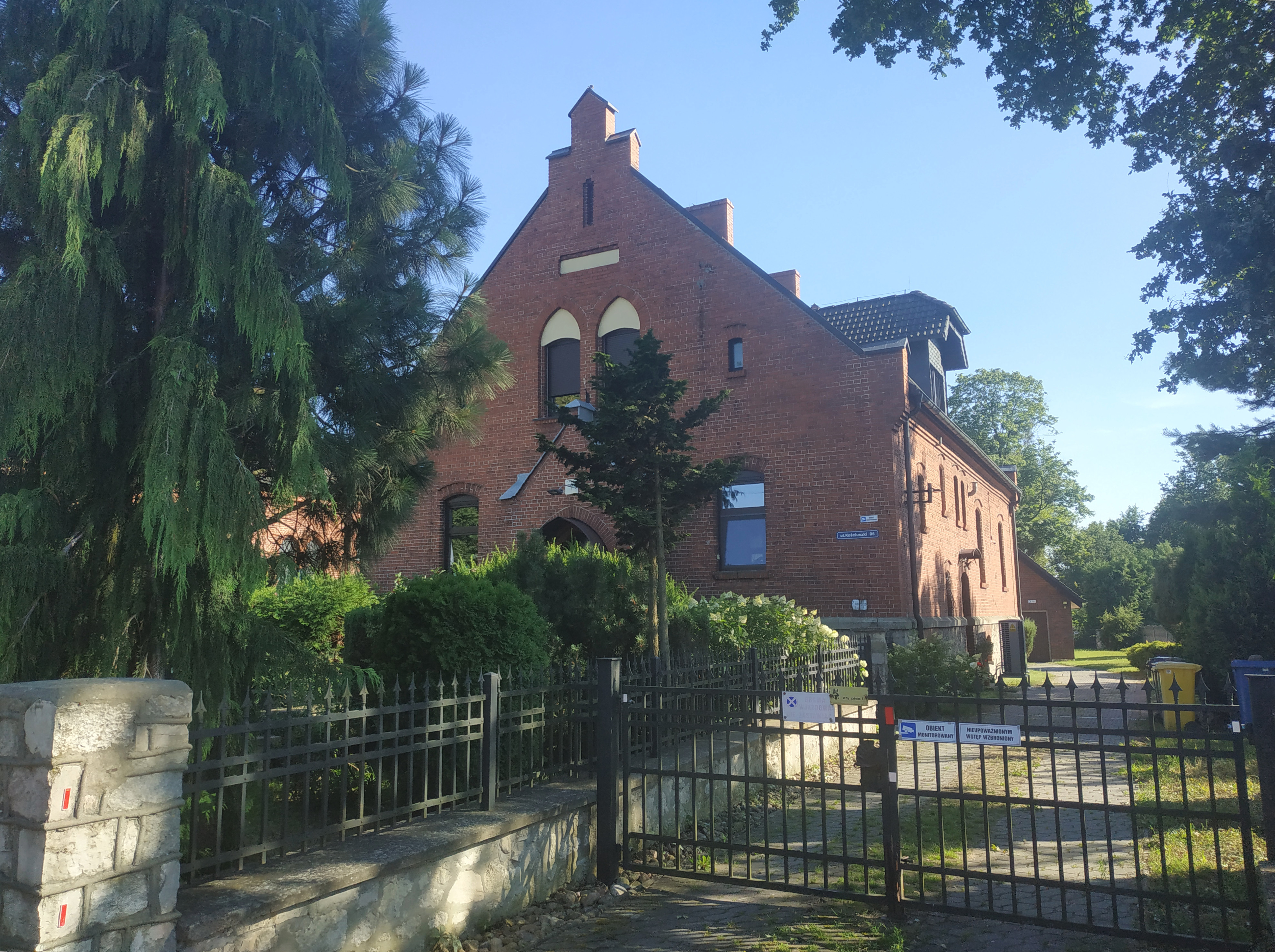
Plebania w Piotrówce

Podczas I wojny światowej zginęło wielu mężczyzn ze wsi. Ich imiona i nazwiska zostały upamiętnione na pomniku umiejscowionym koło plebanii. O podziale Górnego Śląska między Niemcy a odrodzoną Polskę miał zadecydować plebiscyt w 1921. Powstawały organizacje polskie i niemieckie szerzące propagandę, namawiające do głosowania za Polską lub Niemcami. Narastało napięcie i wrogość. Na plebiscyt przybywali do wsi migranci urodzeni we wsi, ale mieszkający poza obszarem plebiscytowym, spośród których znaczna większość zamierzała głosować za Niemcami. Pod koniec głosowania w Piotrówce doszło do bójki między Polakami a Niemcami.
We wsi uprawnionych do głosowania było 818 mieszkańców (w tym 150 emigrantów). Za Polską głosowało 169 osób, natomiast za Niemcami 639 osób. Potomkowie czeskich osadników, choć pamiętali o swoich korzeniach, uważali się jednocześnie za Niemców. Byli wdzięczni państwu niemieckiemu, które pozwoliło im na osiedlenie się i jednocześnie zachowanie zwyczajów. Łącznie we wszystkich osadach założonych przez Czechów na Górnym Śląsku, biorących udział w plebiscycie, oddano jedynie 188 głosów za Polską, w tym aż 169 w Piotrówce.
Podczas III powstania śląskiego 4 maja Piotrówka została opanowana przez wojska powstańcze. 9 maja baon Karola Brandysa wykorzystał miejscowość jako przyczółek do ataku na Rozmierkę i Grodzisko.
W latach 30. XX w. można było we wsi znaleźć starsze osoby, które nie znały nawet podstaw niemieckiego, natomiast młode pokolenie mówiło już bardzo dobrze w tym języku i nie podtrzymywało ono starych, czeskich tradycji. Przed II wojną światową działały tu sklepy spożywczo-przemysłowe, sklep z tekstyliami, dwie karczmy, cztery piekarnie.

### II wojna światowa i lata późniejsze

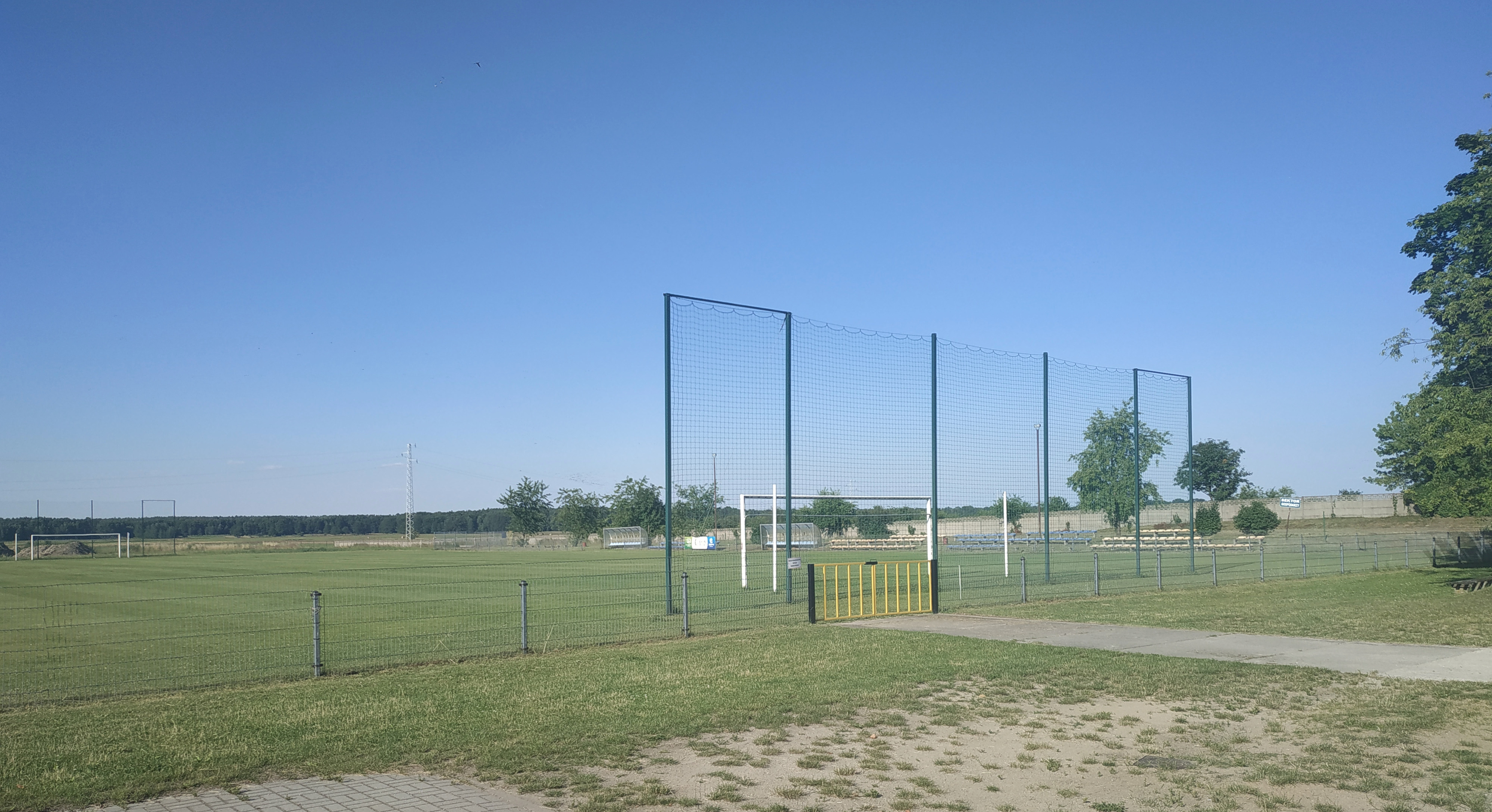
Boisko w Piotrówce

W obliczu II wojny światowej zostało powołanych do wojska bardzo wielu mieszkańców i szacuje się, że ok. 130 zginęło na froncie, zmarło w obozach jenieckich lub zostało internowanych. W radiu propaganda mówiła tylko o zwycięstwach armii niemieckiej, i to z dużym opóźnieniem, tymczasem III Rzesza chyliła się ku upadkowi. 17 stycznia 1945 ogłoszono, że w biurze gminnym można odebrać pozwolenia na podróż za linię frontu w głąb Niemiec dla kobiet z dziećmi. Wywołało to popłoch, mimo zapewnień władz, że sytuacja jest pod kontrolą. Ludność zaczęła opuszczać wieś. 20 stycznia 1945 przez Piotrówkę przetoczyły się pierwsze oddziały Armii Czerwonej. We wsi zostało niewiele rodzin, głównie mówiących w gwarze śląskiej, oraz kilkunastu starszych mieszkańców. Czerwonoarmiści przeszukiwali domy w poszukiwaniu kosztowności oraz żołnierzy niemieckich i urzędników. W lutym 1945 władze sowieckie wysłały 28 osób do przymusowych robót, z których nie wszyscy wrócili żywi. Niemcy czeskiego pochodzenia zostali wysiedleni. Konsul z rządem czechosłowackim zorganizowali im wyjazd najpierw do Pragi, a następnie do miejscowości koło Karlowych Warów, na tereny po Niemcach sudeckich. W latach 60., po okresie stalinowskim w Czechosłowacji, prawie wszyscy przenieśli się do Niemiec i do Ameryki.
W marcu 1945 do Piotrówki przybyli polscy urzędnicy. Wiosną 1945 zaczęli przybywać przymusowi przesiedleńcy z Kresów, które Polska straciła na rzecz ZSRR. Pochodzili oni z Biłki Królewskiej i Rodatycz. Zajmowali opuszczone domy i gospodarstwa. Pierwsze lata po wojnie były szczególnie trudne. Kresowiakom trudno było przyzwyczaić się do nowych realiów, liczyli na powrót w swoje strony. Sprawy własności gospodarstw i ziemi w latach 60. nadal nie były uregulowane, a niepewność sprawiała, że wioska była dość zaniedbana. W latach 80. kilkanaście rodzin z wioski wyjechało do Niemiec.

### Współczesność

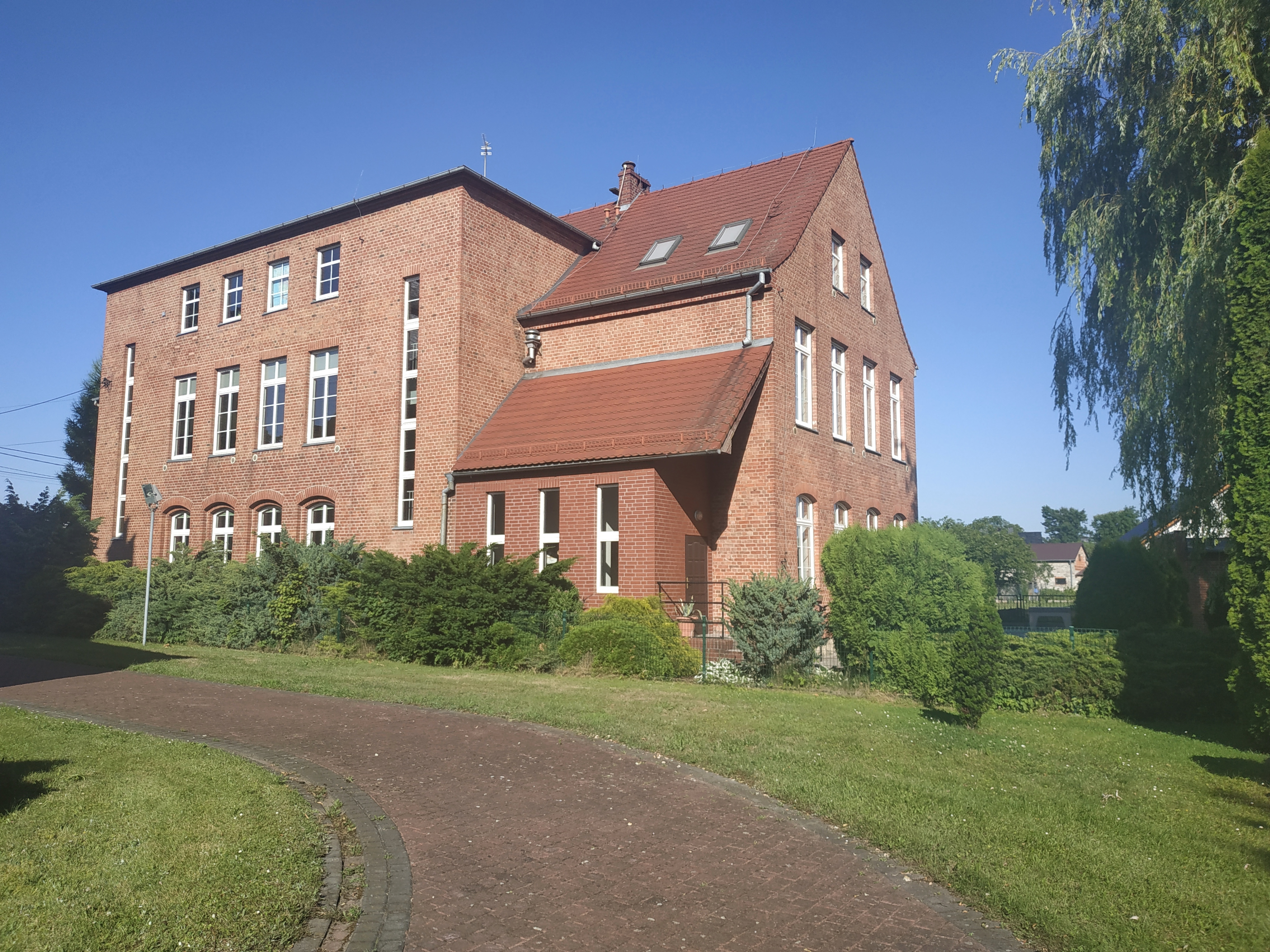
Publiczna Szkoła Podstawowa w Piotrówce. Budynek nr 1

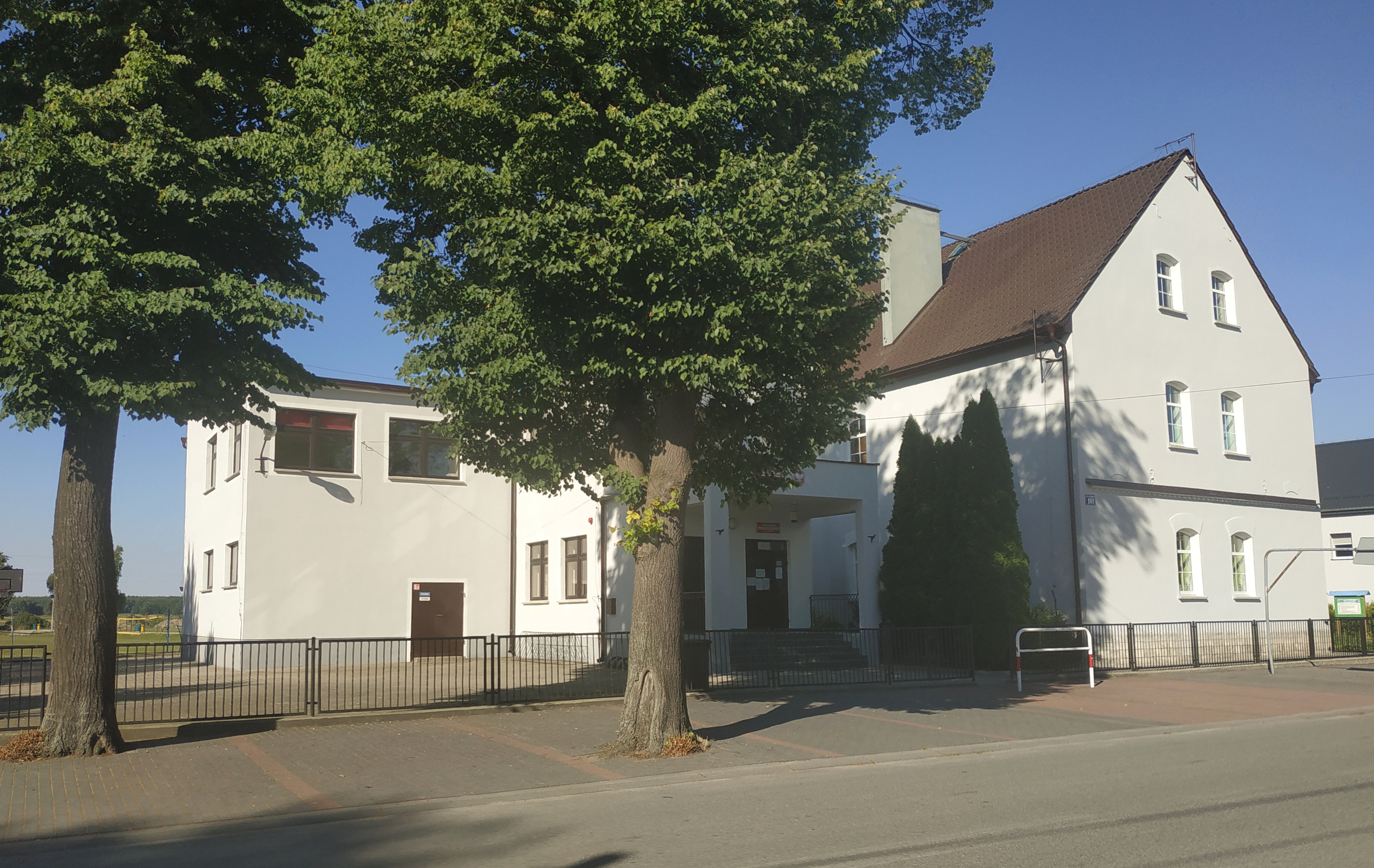
Publiczna Szkoła Podstawowa w Piotrówce. Budynek nr 2

Współcześnie mieszkańcy Piotrówki pracują w różnych zakładach i instytucjach, pewna część utrzymuje się z rolnictwa, a kilkadziesiąt prowadzi działalność gospodarczą we wsi lub w okolicznych miejscowościach. Wiele osób pracuje też za granicą. We wsi mieści się kościół katolicki, szkoła podstawowa, przedszkole, biblioteka, kilka sklepów oraz restauracja z salą taneczną. Społeczność wsi jest wielokulturowa i wielonarodowościowa, a kultury i zwyczaje przenikają się podczas wspólnych imprez czy w ramach mieszanych małżeństw.
W latach 1954-1968 wieś była siedzibą gromady Pietrówka, po jej likwidacji w gromadzie Jemielnica.

## Edukacja
Pierwsza szkoła we wsi została wybudowana w 1841. Był to budynek drewniany i kryty słomą. Lekcje do 1871 prowadzone były w języku czeskim prócz 3 godzin w języku niemieckim. Później władze systematycznie wycofywały ze szkół na tych ziemiach język czeski i polski. W 1877 szkole przydzielono materiały na remont zbutwiałych ścian, ale ze względu na zły stan techniczny, 50 katolickich dzieci przeszło do szkoły w Wierchlesiu, gdzie uczyły się do 1945. 165 dzieci ewangelickich uczyło się nadal w Piotrówce. Nowy ceglany budynek pokryty dachówką został zbudowany w 1882. Ze względu na wzrost liczby uczniów w 1900 zaczęto budowę drugiej szkoły. W 1945 wojska sowieckie stacjonowały w szkole do wiosny i splądrowały ją.
Pierwsza biblioteka we wsi powstała w 1907. Książki były dostępne głównie w języku niemieckim, ale dysponowano także książkami po czesku i po polsku. Po 1933 najprawdopodobniej książki były już tylko w języku niemieckim i jedynie wybranych autorów. Po 1945 biblioteka mieściła się w szkole a w latach 1963–1993 – w budynku po diakonisach. W 1993 wybudowano nowy budynek biblioteki.
W 1951 założono formalnie Ludowy Zespół Sportowy „LZS Piotrówka”.

### Obiekty sakralne

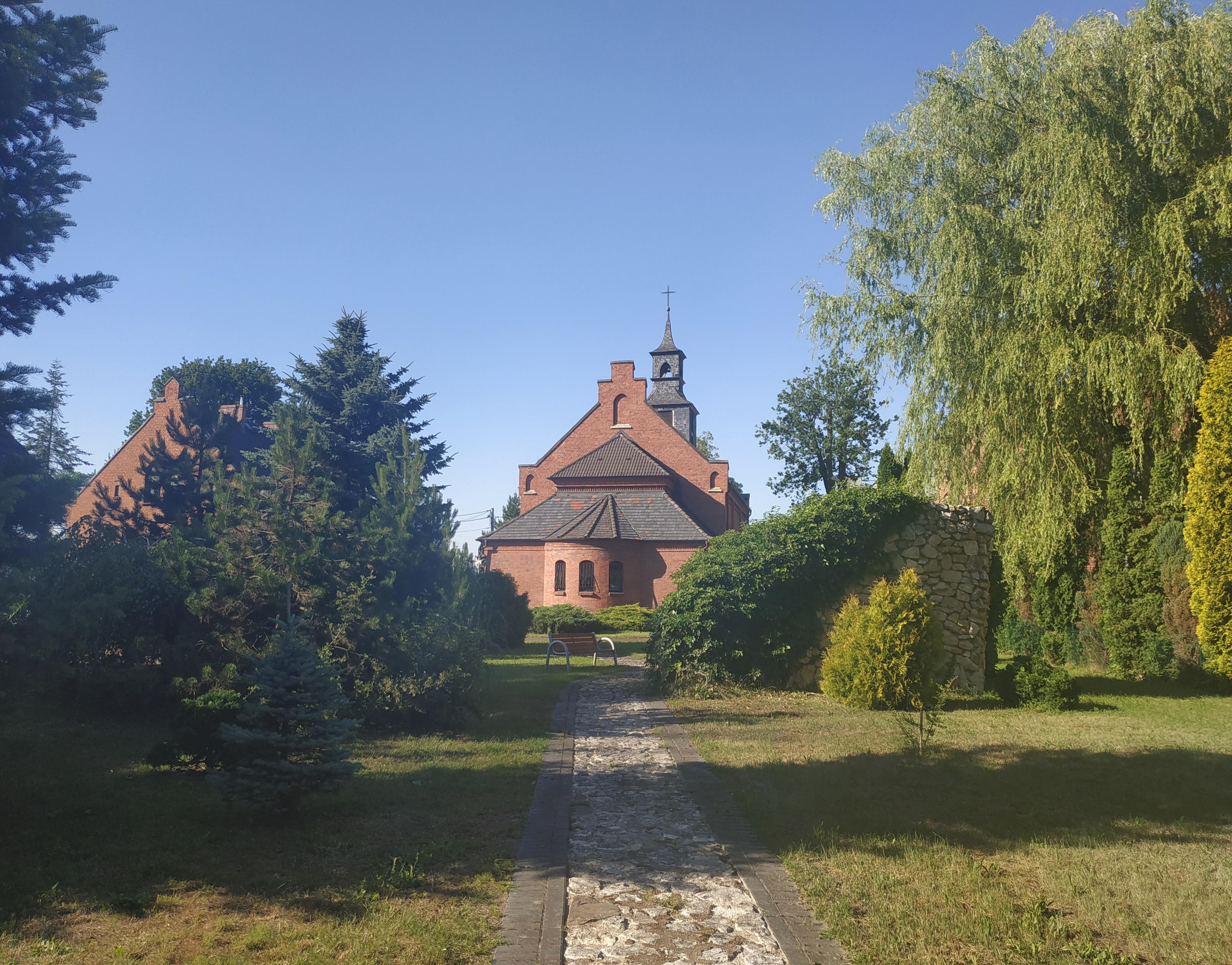
Kościół Niepokalanego Poczęcia NMP, widok od ogrodu

Początkowo koloniści należeli do parafii w Grodźcu, a pastor przyjeżdżał do Piotrówki tylko kilka razy w roku. W każdą niedzielę kazania czytał nauczyciel. Wierni spotykali się w jednym z domów, a potem w karczmie. Przybyli katolicy należeli do parafii w Jemielnicy. W 1892 wybudowano kościół protestancki, a w 1986 – plebanię dla pastora. Był to niegdyś największy zbór ewangelicki na ziemi strzeleckiej. Obecnie ewangelików we wsi prawie nie ma. Po II wojnie światowej kościół protestancki został przejęty przez społeczność katolicką i dostosowany do rzymsko-katolickich obrządków.
Cmentarz w Piotrówce powstał w 1865 i do 1945 należał do parafii ewangelickiej. Następne do 1971 należał do Skarbu Państwa, a w latach 1971–1997 – do parafii ewangelicko-augsburskiej w Opolu. Po 1966 cmentarz został zamknięty, a pogrzeby katolików odbywały się w Jemielnicy. Przez wiele lat cmentarz był zaniedbany. Dopiero w 1997 tutejsza parafia rzymsko-katolicka odzyskała go drogą kupna.
W 1910 obok plebanii wybudowany został dom diakonis z inicjatywy pastora Müllera. Jedna z nich opiekowała się chorymi, a druga pracowała w przedszkolu. Po 1945 diakonisy musiały opuścić obiekt, a budynek pełnił różne funkcje – przedszkole, klub rolnika, świetlica, prezydium gminnej rady narodowej. Obecnie obiekt nie jest użytkowany i niszczeje.

## Galeria

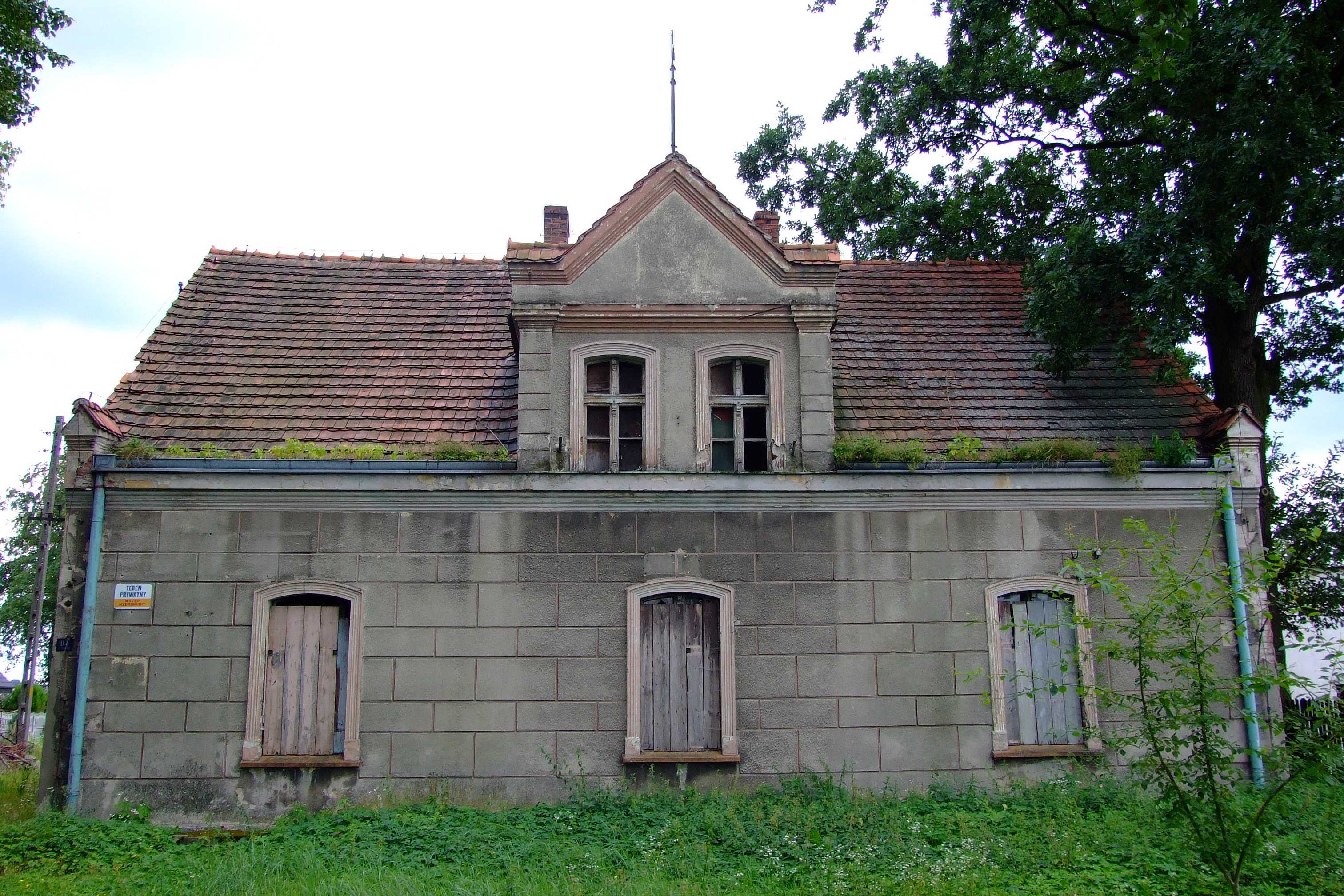
Dawny dom diakonis z 1910
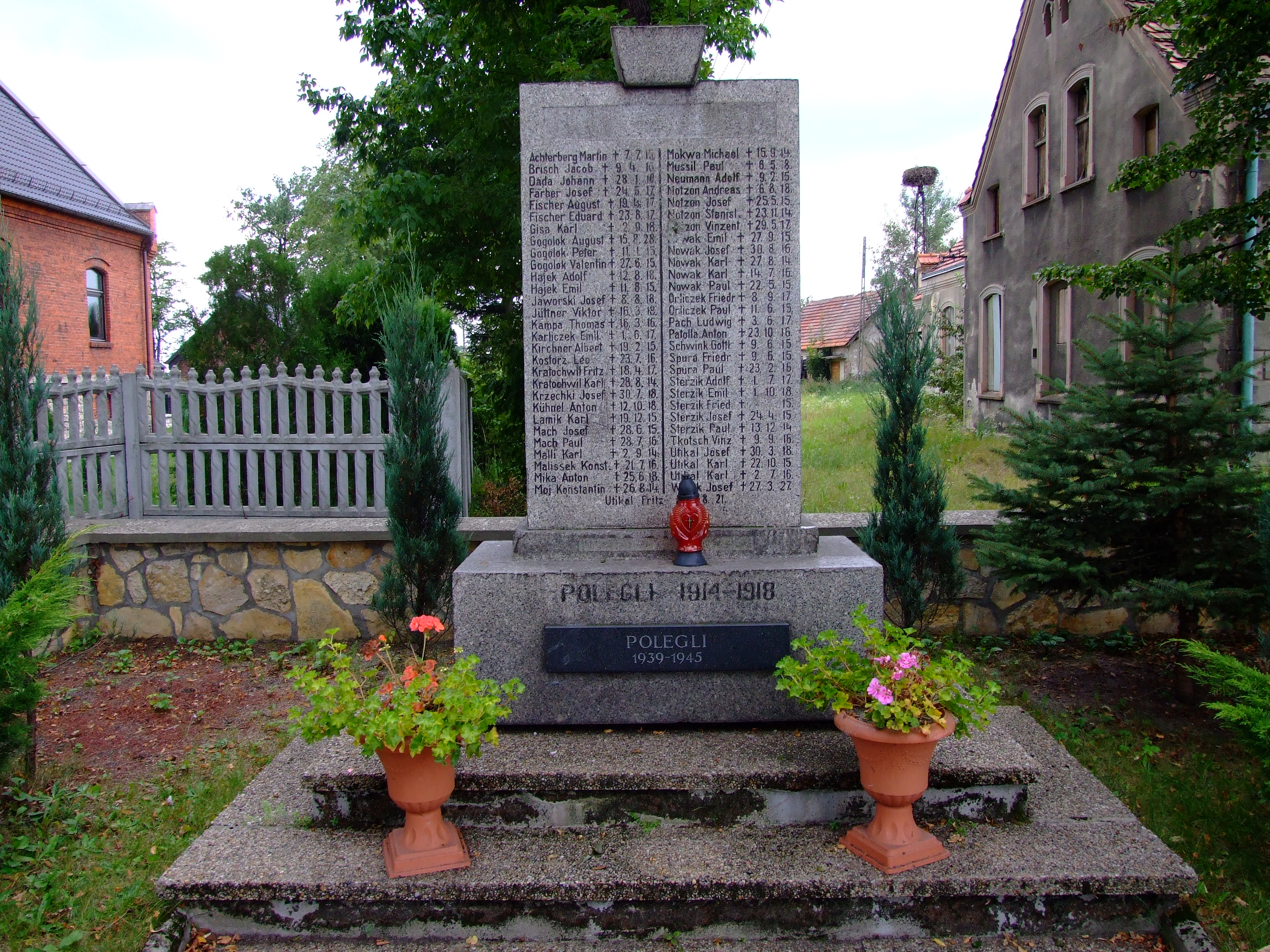
Pomnik ofiar wojennych w Piotrówce
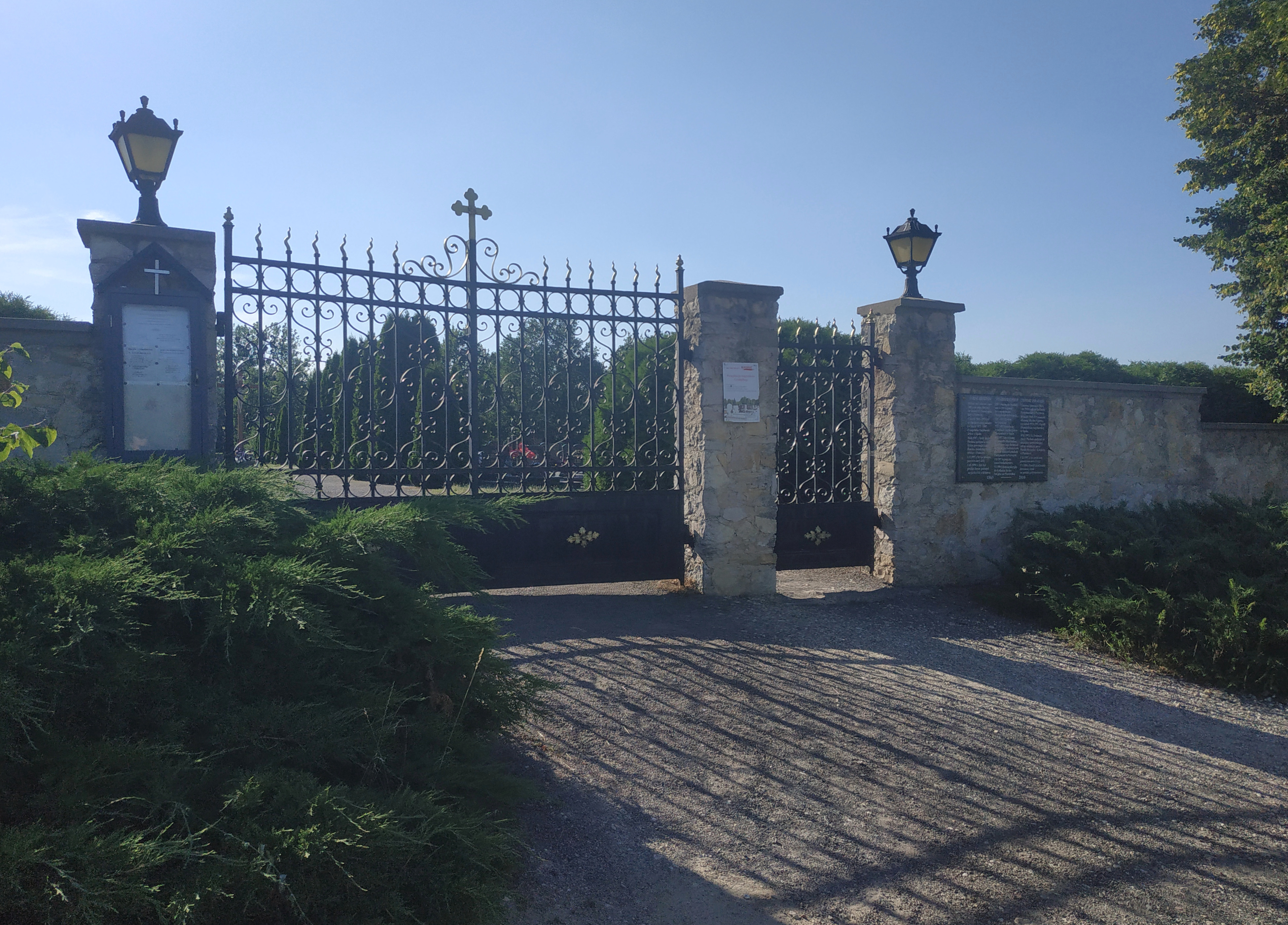
Brama cmentarza w Piotrówce
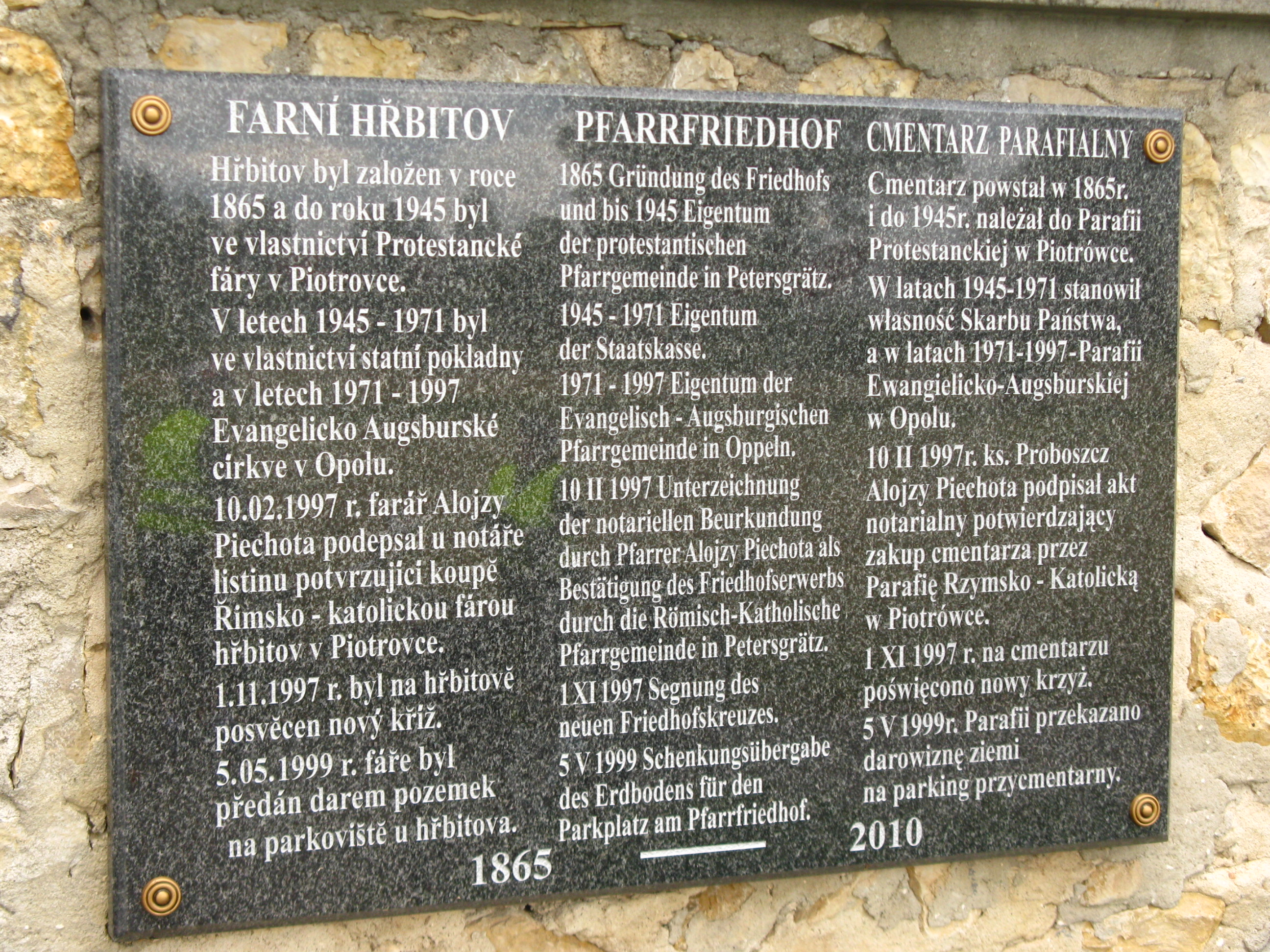
Tablica informacyjna przy wejściu na cmentarz z tekstem w języku czeskim, niemieckim i polskim